# Колпин Ставок
Колпин Ставок (укр. Ковпин Ставок) — село в Бродовской городской общине Золочевского района Львовской области Украины.
Население по переписи 2001 года составляло 283 человека. Население по данным 2023 года составляло 236 человек. Занимает площадь 0,857 км². Почтовый индекс — 80640. Телефонный код — 3266.